# Mineral King Road
La Mineral King Road est une route du comté de Tulare, en Californie, dans l'ouest de États-Unis. Entièrement protégée au sein du parc national de Sequoia, elle est la principale propriété contributrice au Mineral King Road Cultural Landscape District, un district historique inscrit au Registre national des lieux historiques depuis le 24 octobre 2003.